# 皮哈萊帕鄉

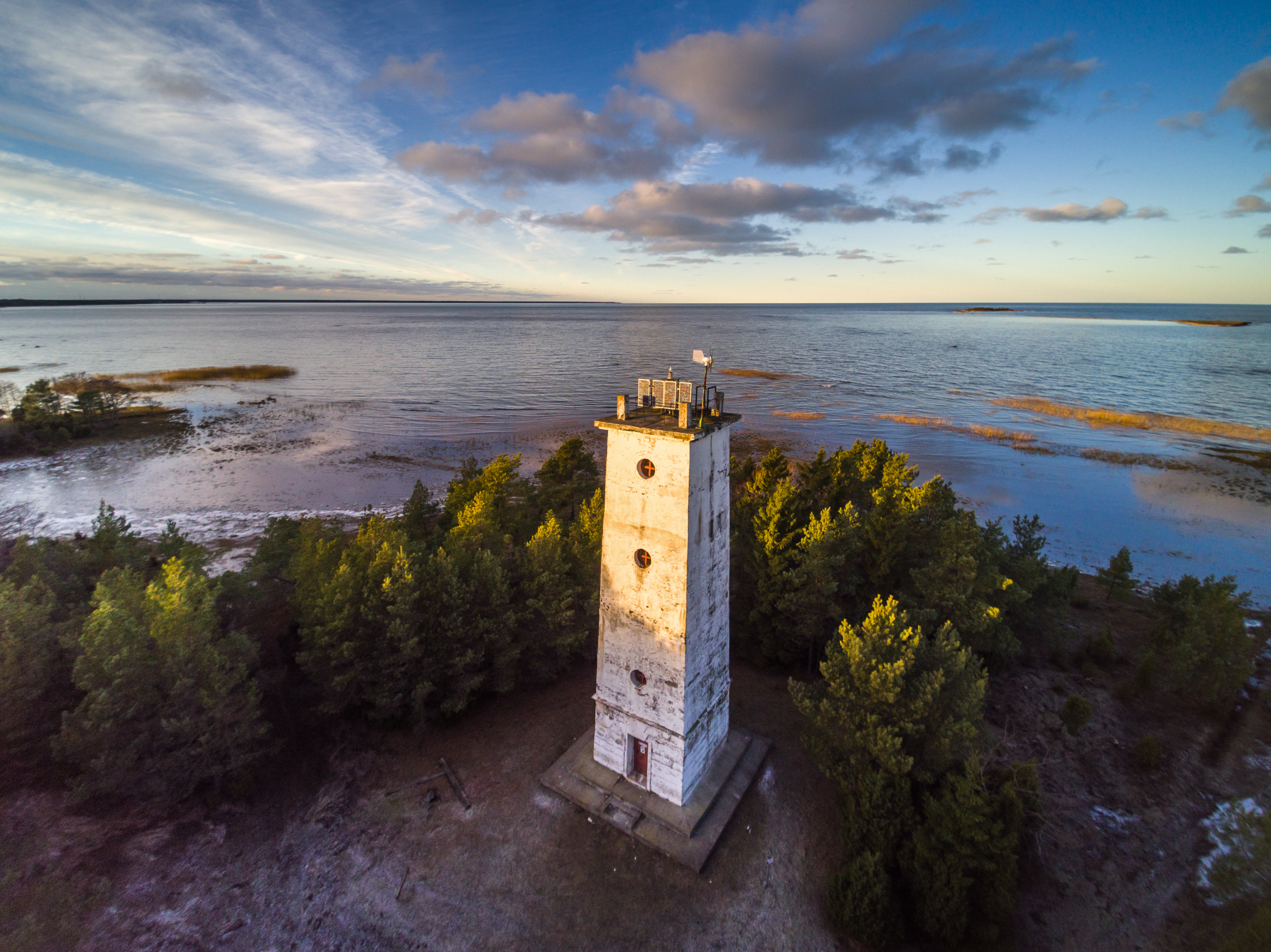
希埃斯萨雷灯塔

皮哈萊帕鄉，曾是愛沙尼亞希尤縣的一個鄉村型市镇，位於該國西北部，行政中心設於滕帕，面積255平方公里，2007年人口1,711，人口密度每平方公里7人。
2017年爱沙尼亚行政改革后，皮哈萊帕市镇与其他市镇一起合并为新的希乌马市镇。
58°52′N 22°57′E / 58.867°N 22.950°E